# Калина-Лисинец
Кали́на-Лиси́нец (пол. Kalina-Lisiniec) — село в Польше в сельской гмине Мехув Мехувского повята Малопольского воеводства.
Село располагается в 8 км от административного центра повята города Мехув и в 35 км от административного центра воеводства города Краков. В окрестностях села находится флористический заповедник «Калина-Лисинец».
Население 230 человек (2006 год).
В 1975—1998 годах входило в состав Келецкого воеводства, административным центром которого являлся город Кельце (село находилось на территориях находящихся рядом с территориями административно подчинённых Кракову). С 1999 входит в Малопольское воеводство (столица Краков).